# René Häfliger
René Häfliger (* 30. August 1969) ist ein Schweizer Medienproduzent, Berater und Politiker (LDP).

## Leben
Häfliger ist selbstständiger Medienproduzent und Berater. Er moderiert das Stadion-TV des FC Basel 1893 und ist  Speaker des Basel Tattoo, welches jährlich im Sommer vor rund 80'000 Zuschauer in Basel stattfindet. Für Telebasel produzierte er das FCB-TV-Magazin «Rotblau total». Vor seiner Selbstständigkeit im Jahr 2001 arbeitete er für die beiden Basler Radiosender Raurach und Basilisk sowie für den TV-Sender Sat.1 (Schweiz) in Zürich.
Häfliger ist aktiver Fasnächtler bei den Basler Bebbi und Mitglied der Zunft zu Schiffleuten.
2017 bis 2021 war er als Vertreter der Liberal-Demokratischen Partei Mitglied im Grossen Rat des Kantons Basel-Stadt.